# Externat Saint-Jean-Eudes
Saint-Jean-Eudes, auparavant appelée « Externat Saint-Jean-Eudes » est une école secondaire privée mixte située dans l'arrondissement Charlesbourg à (Québec).
Fondé en 1937, sous la direction des pères Eudistes, Saint-Jean-Eudes offre aux habitants de Limoilou, Charlesbourg, Beauport et de La Côte-de-Beaupré un enseignement privé jusqu’en 1970. Durant cette période, l’école est située sur la 8e avenue dans Limoilou.  En 1967, l’école est vendue au gouvernement du Québec qui veut y établir le Cégep Limoilou, avec l’entente que les élèves alors en place puissent finir leurs études secondaires dans l’établissement.
En 1970, alors qu'il ne reste à l'école que les élèves des deux dernières promotions, les Pères Eudistes se préparent à se retirer de l'institution. Un groupe de professeurs et de parents refusent de laisser fermer l'école. Pour sa relance, elle déménage temporairement en septembre 1970 dans l’ancien couvent des sœurs de la Congrégation Notre-Dame situé dans le quartier Saint-Roch. En septembre 1972, l'école déménage dans ses nouveaux locaux permanents, un édifice neuf situé à Limoilou, derrière le Patro Roc-Amadour sur l'avenue du Colisée.
En septembre 1990, l'établissement déménage de nouveau, cette fois dans les bâtiments précédemment occupés par l'Institut des Sourds, à Charlesbourg.
L'école est membre de la Fédération des établissements d'enseignement privés du Québec.